# Барабо-Юдино
Барабо-Юдино — село в Чистоозёрном районе Новосибирской области России. Административный центр Барабо-Юдинского сельсовета.

## География
Площадь села — 170 гектаров.

## История
В 1976 г. Указом Президиума ВС РСФСР посёлок  центральной усадьбы совхоза «Барабо-Юдинский» переименован в село Барабо-Юдино.

## Население
| 2002 | 2007 | 2010 |
| ---- | ---- | ---- |
| 461  | ↘434 | ↘335 |

## Инфраструктура
В селе по данным на 2007 год функционируют 1 учреждение здравоохранения и 2 учреждения образования.

## Известные уроженцы
- Александр Витальевич Целько (род. 1956) — начальник Западно-Сибирской и Южно-Уральской железных дорог, почётный железнодорожник, лауреат Государственной премии Российской Федерации[6].